# 陳肇英 (嘉慶進士)
陳肇英，福建連江人，清朝政治人物、進士出身。
嘉慶十三年，登進士，擔任贵州清平县知县。